# Greenock Central
Greenock Central (ang: Greenock Central railway station) – stacja kolejowa w Greenock, w hrabstwie Inverclyde, w Szkocji, w Wielkiej Brytanii. Jest obsługiwana przez First ScotRail
Stacja znajduje się na Inverclyde Line, 37 km na zachód od Glasgow Central Station. Posiada 2 perony oraz 3 tory, z czego używane są tylko 2. Nieużywany tor jest nadal podłączony do linii.
Stacja została otwarta w 1841. Pierwotnie przed przedłużeniem linii do Gourock stacja nazywała się Greenock Cathcart, ponieważ droga prowadząca do centrum miasta nazywa się Cathcart Street.
Na przełomie 2008/09 z usług stacji skorzystało 0,470 mln pasażerów.